# Кистенево (Нижньогородська область)
Кистенево (рос. Кистенево) — село в Большеболдинському районі Нижньогородської області Російської Федерації.
Населення становить 42 особи. Входить до складу муніципального утворення Черновська сільрада.

## Історія
Від 2009 року входить до складу муніципального утворення Черновська сільрада.

## Населення
| 1999 | 2002 | 2010 |
| ---- | ---- | ---- |
| 104  | ↘80  | ↘42  |